# Core微架構
Core微架构（Core Microarchitecture）是Intel的處理器架構，原稱「Intel's Next Generation Microarchitecture」。於2006年宣佈，並取代舊有的NetBurst及Pentium M架構。本架構的特色為低功耗、多核心、虛擬化技術（部分型號）、Intel 64（又稱EM64T等）及SSSE3。
首先推出的處理為用本架構的Merom、Conroe及Woodcrest核心處理器。Merom為流動核心、Conroe為桌面核心、而Woodcrest為伺服器用核心。

## 技術
Core微架構是全新設計的处理器内部架構，但其有類似Pentium M的設計，有14级流水線（Pipeline），相比NetBurst架構Prescott的31级，足足少了超過一半。另外執行核心亦由P6、P6-M、及Netburst的一次可處理3個指令，增加至4個。本架構亦是雙核心設計，兩個核心的L1快取互相連接，共用L2快取。使用以上設計以達到最高效能功耗比（Performance per watt）。
其中一個新設計為宏融合，將兩個x86指令合併成為一個，以達到優化。另外，本架構亦將128位元的SSE指令的思考時間由兩個週期縮短為一個週期，及全新的省電設計。所有核心會以最低速度運行，當有需要時則自動增速，以減低晶片的發熱量，及其耗電量。本架構的前端总线（FSB）為Woodcrest核心的1333MHz（MT/s），Merom核心的667MHz（MT/s），及Conroe核心的1066MHz（MT/s，E6X00/Q6X00/QX6X00/X6X00）或1333MHz（MT/s，E6X50/E6X40/QX6X50）。不過外頻是本架構的弱點，因為其仍使用Pentium 4核心的設計，故仍未能完全控制雙通道的DDR2記憶體，又或者新的FB-DIMM。
英特爾宣稱其功率消耗極低，Conroe核心的功率消耗是65W，而Woodcrest核心則是80W（相比Opteron 875HE有55W）。行動核心Merom將有功率消耗為35W的標準電壓版本以及5W的低電壓版本。

## Roadmap

### 行動平台
- Merom，第一枚第八代行動處理器核心，65nm，Dual Core，2–4MB L2快取（發佈：2006年8月）

- Penryn，雙核心，45nm，3–6MB L2快取
- Perryville，單核心，45奈米，2MB L2快取

### 桌面平台
- Conroe，第一枚第八代桌面處理器核心，65nm，雙核心，4MB L2快取（發佈：2006年6月）

- Allendale，雙核心，Conroe的2MB L2快取版本
- Conroe-1M，雙核心，Conroe的1MB L2快取版本
- Conroe-L，單核心，Conroe的512KB L2快取版本
- Kentsfield，四核心，由兩個Conroes組成，2×4MB L2快取（8MB L2快取）

- Wolfdale，雙核心，45nm，6MB L2快取
- Yorkfield，四核心，45nm，12MB L2快取
- Ridgefield，雙核心，45nm，6MB L2快取
- Perryville，單核心，45nm，2 MB L2快取

### 伺服器及工作站
- Woodcrest，第一枚第八代伺服器及工作站處理器核心，65納米，雙核心，4MB L2快取（發佈：2006年6月19日）

- Clovertown，四核心，由兩個Woodcrest組成，2×4MB L2快取（8MB L2快取）

- Clovertown-MP，Clovertown兼容多處理器版本

- Tigerton，四核心，兼容多處理器，由兩個Woodcrest組成
- Harpertown，雙核心，45納米或者八核心，45納米，12MB L2快取
- Dunnington，四至三十二核心

## 另見
- 英特爾微處理器列表
- Intel Core

## 參照
- Intel Core Microarchitecture website（页面存档备份，存于）
- Intel press release announcing plans for a new microarchitecture（页面存档备份，存于）
- Intel press release introducing the Core Microarchitecture（页面存档备份，存于）
- Intel processor roadmap（页面存档备份，存于）
- Intel names the Core Microarchitecture（页面存档备份，存于）
- Pictures of processors using the Core Microarchitecture, among others (also first mention of Clovertown-MP)
- IDF keynotes, advertising the performance of the new processors
- RealWorld Tech's overview of the Core microarchitecture（页面存档备份，存于）
- Detailed overview of the Core microarchitecture at Ars Technica（页面存档备份，存于）
- Comparison of the AMD Opteron and Intel Core Microarchitectures at Anandtech（页面存档备份，存于）
- Release dates of upcoming Intel Core processors using the Intel Core Microarchitecture

## 外部連結
- The Tick Tock Beat of Microprocessor Development at Intel（页面存档备份，存于） 英特爾總結處理器開發的經驗 (Tick 為半導體制程的改良，Tock為微架構的進步) - Intel科技期刊 (Intel Technology Journal（页面存档备份，存于）)